# قطعنامه ۸۱ شورای امنیت
قطعنامه ۸۱ شورای امنیت سازمان ملل متحد که در تاریخ ۲۴ مارس ۱۹۵۰ تصویب شد، سندی بین‌المللی دربارهٔ روش کار شورا است. این قطعنامه طی نشست ۴۷۲ام با ۱۰ موافق، ۰ مخالف و ۰ ممتنع تصویب شد.